# Hermanni Vuorinen
Hermanni Karl Anton Vuorinen (* 27. Januar 1985 in Pori) ist ein ehemaliger finnischer Fußballspieler.

## Laufbahn
Vuorinen begann seine Karriere in seiner Heimatstadt beim FC Jazz Pori, für den er in der Veikkausliiga debütierte. 2003 wechselte er zu Werder Bremen, wo er sich aber nicht wohlfühlte und nach nur einem Einsatz in der zweiten Mannschaft, sowie neun Einsätzen und zwei Toren im U-19-Team wieder zurück nach Finnland zum AC Allianssi wechselte. Anschließend ging er zum damaligen Zweitligisten FC Honka. Mit dem Klub stieg er in die Veikkausliiga auf, wo er mit 16 Toren in 18 Spielen Torschützenkönig wurde und dem Klub somit zum Klassenerhalt verhalf. Ende August 2006 wechselte er nach Norwegen zu Fredrikstad FK. 2007 wurde er an HJK Helsinki verliehen und spielte dort kurzzeitig für die Profi- sowie die Reservemannschaft (Klubi-04). 2008 folgte ein ligainterner Wechsel zum FC Honka, bei dem Vuorinen bis 2010 in 64 Ligapartien 31 Treffer erzielte und danach nach Belgien zum RSC Charleroi transferierte, mit dem er nach nur elf Ligaeinsätzen und einem daraus resultierenden Treffer in die belgische Zweitklassigkeit abstieg. Anschließend wechselte er wieder zum FC Honka. Er musste aufgrund einer Verletzung seine Karriere im Frühjahr 2013 beenden.